# Robert Derks
Rob (Robert) Derks (Nieuwkoop, 22 april 1941) is een Nederlandse stedenbouwkundige.

## Loopbaan
Robert Derks studeerde van 1963 tot 1972 aan de Technische Universiteit in Delft. In 1968 werd Derks gevraagd om student-assistent te worden bij de leerstoel stedenbouwkundig ontwerpen van hoogleraar W. de Bruijn. Later werd hij universitair docent in Delft.
In 1972 trad Derks in dienst bij Bureaux Wissing BV in Barendrecht, waar hij ook directeur werd. Al vrij snel was hij de stedenbouwkundige van de groeikern Houten. In 1992 startte Derks het adviesbureau Derks Stedebouw BV in een van de eerste wijken van Houten die hij had ontworpen. Vanuit deze wijk richtte hij zich op de tweede bouwtaak die hier werd neergelegd. Derks was daar tot en met 2010 directeur. Eind 2012 sloot het bureau haar werkzaamheden af.
Het oeuvre van Derks is in 2014 opgenomen in het archief van Het Nieuwe Instituut.

## Ontwerpfilosofie
Derks reageert met zijn ontwerpfilosofie op het nieuwe bouwen, dat voorzag in onderdak, groen, licht en lucht, maar tekortschoot in het bieden van (mogelijkheden voor) sociale cohesie. Derks heeft in zijn werk de geschiedenis van de mens en haar nederzetting als uitgangspunt genomen. Ook de menselijke maat speelt in Derks’ werk een belangrijke rol, evenals de openbare ruimte en in het bijzonder het groen in de vorm van parken, gras, beplanting, bomen en waterpartijen.
Verder introduceerde Derks de 'inversie-stedenbouw'. Dit betekent dat eerst de openbare groene ruimte (park) wordt ontworpen en pas daarna bebouwing en de verkeersstructuur. De groenstructuur wordt ontworpen als een aaneengesloten en samenhangend geheel. Daarna wordt de (woon)bebouwing gericht op de (openbare) ruimte. Een woongebied wordt daardoor omsingeld door groen. Het groen wordt daardoor de drager van de stad en het landschap wordt binnengesloten. 
Derks pleitte voor een meer samenhangende stedenbouw en tegen de, wat hij noemde, “glas-in-loodstad”: de stad bestaande uit (op zichzelf goed ontworpen) buurten, wegen en parken, etc., maar zonder onderling verband.